# Um amor infinito
Albums de Madredeus
Euforia
(2002) Faluas do Tejo
(2005)
Um amor infinito est le septième album du groupe portugais Madredeus sorti en 2004 au Portugal. 

## Titres de l'album
1. O Luz Da Alegria - 4:30
2. Cantador Da Noite - 4:17
3. Uma Estátua - 7:38
4. Um Amor Infinito - 5:08
5. Palavras Ausentes - 4:44
6. Vislumbrar: O Canto Encantado - 4:51
7. Moro Em Lisboa - 4:09
8. Os Males Do Mundo - 5:47
9. Ao Crepúsculo - 6:39
10. O Olival: A Passo, A Trote e a Galope - 5:10
11. Reflexos de Ouro - 5:01
12. Suave Tristeza - 5:37
13. Ás Vezes - 5:50